# Edraianthus wettsteinii
Edraianthus wettsteinii là loài thực vật có hoa trong họ Hoa chuông. Loài này được Halácsy & Bald. mô tả khoa học đầu tiên năm 1891.